# Óscar Hernández (Tennisspieler)
Óscar Hernández Pérez (* 10. April 1978 in Barcelona) ist ein ehemaliger spanischer Tennisspieler.

## Karriere
Im Alter von drei Jahren begann Hernández mit dem Tennisspielen. 1998 wurde er Profi.
Im Oktober 2003 war Hernández erstmals unter den Top 100 der Welt zu finden. 2005 erreichte der Spanier die zweite Runde der French Open.
2007 gewann Hernández an der Seite von Paul Capdeville das ATP-Turnier von Vina del Mar im Doppel. Im selben Jahr erreichte er mit einem klaren Sieg über Philipp Kohlschreiber die dritte Runde der French Open. Dort unterlag er Jonas Björkman mit 7:63, 3:6, 0:6 und 1:6. Am 8. Oktober stand der Spanier auf Platz 48 der Weltrangliste, seine höchste Platzierung.
Hernández trat 2011 vom Profitennis zurück, bestritt aber 2014 mit einem Protected Ranking seine Abschlusstour bei den großen Grand-Slam-Turnieren. Bei den US Open 2014 bestritt er sein letztes Profimatch in der Qualifikationsrunde gegen den Belgier Niels Desein, das er in zwei Sätzen verlor.
2014 spielte Hernández in der deutschen Regionalliga Süd-Ost für den TC Weiß-Blau Würzburg.

## Erfolge
| Legende (Anzahl der Siege)                       |
| Grand Slam                                       |
| Tennis Masters Cup ATP World Tour Finals         |
| ATP Masters Series ATP World Tour Masters 1000   |
| ATP International Series Gold ATP World Tour 500 |
| ATP International Series ATP World Tour 250 (1)  |
| ATP Challenger Tour (15)                         |

### Einzel

#### Turniersiege
| Nr. | Datum              | Turnier           | Belag | Finalgegner          | Ergebnis             |
| --- | ------------------ | ----------------- | ----- | -------------------- | -------------------- |
| 1.  | 11. Mai 2003       | Birmingham        | Sand  | Alex Kim             | 6:2, 6:1             |
| 2.  | 7. September 2003  | Genua             | Sand  | Vincenzo Santopadre  | 6:2, 6:2             |
| 3.  | 21. September 2003 | Teheran           | Sand  | Jean-Claude Scherrer | 4:6, 6:4, 6:3        |
| 4.  | 10. Oktober 2004   | Sevilla           | Sand  | Alexander Waske      | 7:5, 3:6, 6:4        |
| 5.  | 16. Oktober 2004   | Barcelona         | Sand  | Santiago Ventura     | 6:3, 3:6, 5:1 aufgg. |
| 6.  | 7. November 2004   | Santiago de Chile | Sand  | Nicolás Lapentti     | 7:64, 6:4            |
| 7.  | 19. Juni 2005      | Braunschweig (1)  | Sand  | Nicolás Lapentti     | 6:3, 6:3             |
| 8.  | 11. Februar 2007   | Florianópolis     | Sand  | Mariano Zabaleta     | 7:5, 7:66            |
| 9.  | 24. Juni 2007      | Braunschweig (2)  | Sand  | Florian Mayer        | 6:2, 1:6, 6:1        |
| 10. | 5. Juli 2009       | Braunschweig (3)  | Sand  | Teimuras Gabaschwili | 6:1, 3:6, 6:4        |

### Doppel

#### Turniersiege
| Nr. | Datum            | Turnier      | Belag | Partner                | Finalgegner                           | Ergebnis         |
| --- | ---------------- | ------------ | ----- | ---------------------- | ------------------------------------- | ---------------- |
| 1.  | 1. Juni 2002     | Turin        | Sand  | Victor Hănescu         | Denis Golowanow Vadim Kutsenko        | 6:4, 6:3         |
| 2.  | 3. Oktober 2003  | Sevilla      | Sand  | Albert Portas          | Enzo Artoni Sergio Roitman            | 6:4, 4:6, 6:4    |
| 3.  | 15. Oktober 2004 | Barcelona    | Sand  | Gabriel Trujillo Soler | Mounir El Aarej Marc Fornell Mestres  | 6:4, 7:5         |
| 4.  | 10. Juni 2005    | Barcelona    | Sand  | Gabriel Trujillo Soler | Álex López Morón Albert Portas        | 7:5, 6:4         |
| 5.  | 4. Februar 2007  | Viña del Mar | Sand  | Paul Capdeville        | Albert Montañés Rubén Ramírez Hidalgo | 4:6, 6:4, [10:6] |
| 6.  | 22. Juni 2008    | Braunschweig | Sand  | Marco Crugnola         | Werner Eschauer Philipp Oswald        | 7:64, 6:2        |